# Wolfgang Puck
Wolfgang Johannes Puck, nome de Wolfgang Johannes Topfschnig (Sankt Veit an der Glan, Áustria, 8 de julho de 1949) é um chef de cozinha austríaco e empresário em Los Angeles, premiado com o Emmy Awards em 2002 por seu programa de televisão.